# Pajtás (hajó)

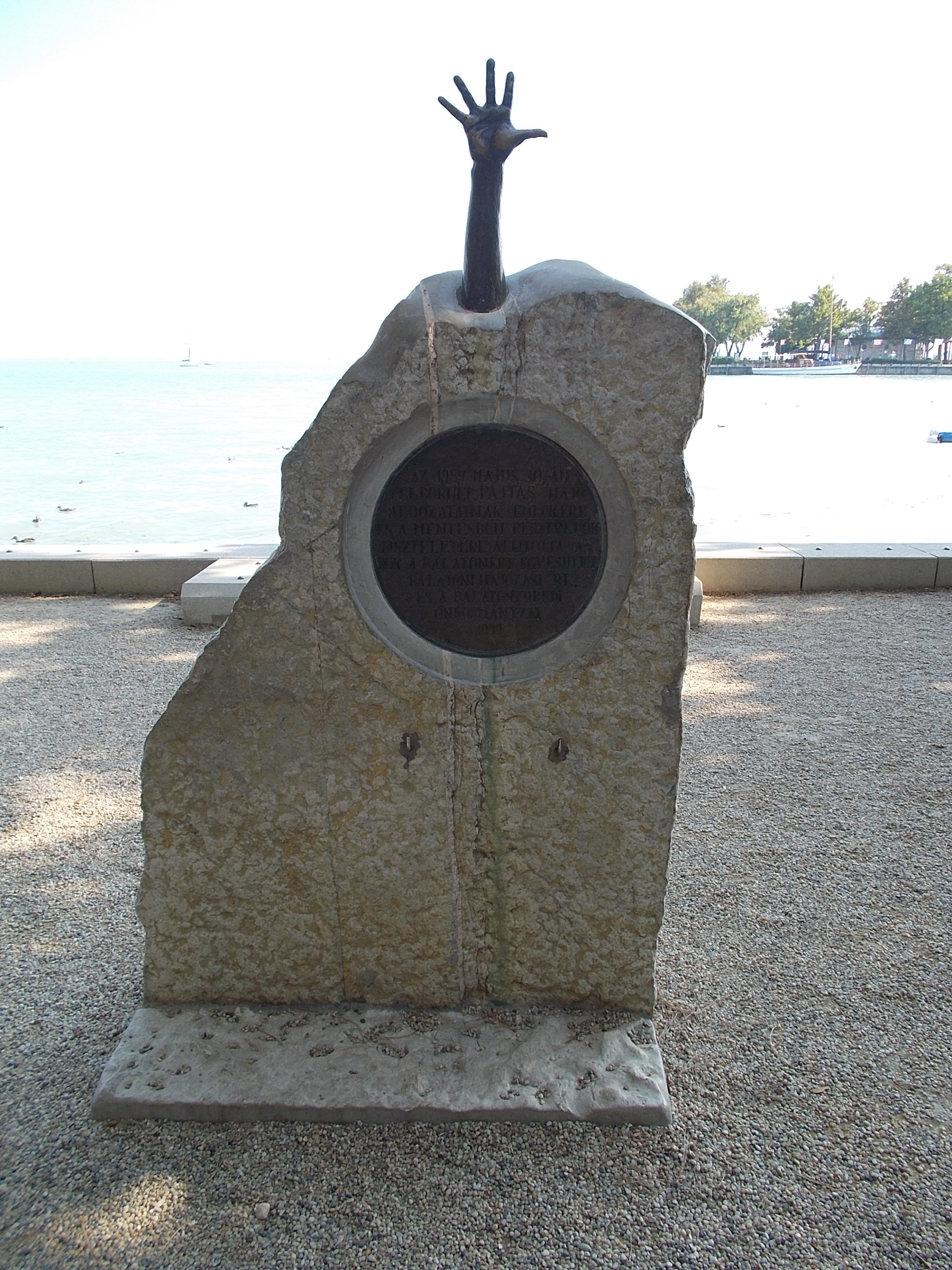
A füredi emlékmű, Raffay Béla alkotása, 1999

A Pajtás (korábban II. később Siófok, aztán Dömsöd) nevű gőzhajó 1917-ben épült Budapesten az újpesti Schlick hajógyárban, 1918-ban állt szolgálatba és 1987-ig szolgált. 1954. május 30-án felborult a Balatonon, 23 halálos áldozatot követelve.

## Története
Mindegyik testvérhajóját római számmal jelölték, ekkor II. néven közlekedett. Dunai átkelőhajó volt, de a második világháborúban a Markó utcánál aknára futott, és elsüllyedt. 1946-ban kiemelték a folyóból és felújították. A hajót 1951-ben átszállították a Balatonra, hogy az ott meginduló hajózás egyik első hajója legyen. Ekkor kapta a „Pajtás” nevet. Ehhez a siófoki hajójavító műhelyben másik (nagyobb) hajócsavart kapott és a hajótestet megmagasították, hogy több utast szállíthasson, de állékonysági vizsgálatot nem végeztek rajta. A hajó kapitánya többször, írásban is jelezte, hogy az átépítés nem megfelelő, nem lehet biztonságosan haladni a megmagasított hajóval, de az illetékesek ezzel nem törődtek.

## A katasztrófa
1954. május 30-án, gyermeknapon a hajó Siófokról indult Tihanyba Balatonfüred érintésével, menetrend szerint, jó látási viszonyok közt. A fedélzeten a hat fős személyzet kb. 170-175 utast szállított. Amikor a füredi kikötőt készült elhagyni a hajó, az épp akkor rendezett vitorlásverseny tárult az utasok szeme elé, akik átmentek a hajó bal oldalára, hogy lássák a viadalt. A túl magasra átépített hajó hirtelen balra billent, majd imbolyogni kezdett. A megrettent emberek a jobb oldalra szaladtak, mire a hajó jobbra dőlt. A pánikba esett utasok ekkor ismét átszaladtak a bal oldalra. Erre a hajó ismét, ezúttal végleg balra dőlt, és fel is borult, Heisz János kapitány minden ellenkormányzási kísérlete ellenére. Ebben a pillanatban Vámos Gyula fűtő kiengedte a gőzt, megmentve ezzel a túlélők nagy részét, de őt magát a tó hullámsírba temette. A hajó felborulásának igazi oka korábbi átépítése lehetett, amely miatt a hajó erősen labilissá vált. A versenyen részt vevő vitorlások, sok más hajó és csónak azonnal megkezdte a mentést Dolesch Iván hangosbemondóba kiáltott utasítása nyomán, ennek ellenére a tragédiának 22 (egyes források szerint 27) halálos áldozata és több mint 50 sérültje volt, főleg gyerekek. Minden valószínűség szerint a legtöbb embert, szám szerint 20-at, a vitorlásversenyen részt vevő Szabady Tibor mentette ki, aki beúszott a felborult és süllyedő hajó utasterébe, és egyesével húzta ki az úszni nem tudó embereket a vízzel elárasztott kajütön keresztül. Szabady korábban felderítő és vadászpilóta volt a második világháborúban, öttusázó múltja révén igen jó úszónak számított. Szabady Tibor a tragédiának minden bizonnyal utolsó aktív résztvevőjeként és egyik utolsó szemtanújaként 2022. augusztus 11-én halt meg, 18 nappal 99 születésnapja előtt.
A kapitányt a baleset után azonnal letartóztatták, nyolc és fél hónapig volt vizsgálati fogságban, első fokon öt társával együtt összesen 30 év börtönre ítélték. A legfelsőbb bíróság társait felmentette, és Heisz János büntetését nyolc és fél hónap börtönre változtatta, melyet a vizsgálati fogsággal letöltöttnek minősítettek.
A magyar hajózás történetének második legsúlyosabb tragédiájáról a Rákosi-korszak irányított nyilvánosságában nem volt szabad a valóságnak megfelelően beszámolni. Az ÁVH éppen ott tartózkodó emberei a segítségnyújtás helyett a baleset hírének eltussolásával törődtek, többek között azáltal, hogy kihúzták a filmet a szemtanúk fényképezőgépeiből, illetve megfélemlítettek minden jelenlévőt, hogy nem beszélhetnek senkinek az ott látottakról. A korabeli újságok, a Szabad Nép és a Tolnai Napló is a balesetet bagatellizáló beszámolókat jelentettek meg a tragédiáról, mindössze 12 áldozatról és néhány sérültről írtak. A tragédia 30 évig tiltott téma volt, emiatt olyan téves hírek, pletykák is terjedtek, melyek akár 500 főre is tették az áldozatok számát.

„A Magyar Távirati Iroda jelenti, hogy a „Pajtás“ nevű balatoni csavargőzös 1954. május 30-án délelőtt 11.45 órakor Balatonfürednél felborult. A hajón a személyzettel együtt 185 fő tartózkodott. A mentési munkálatok a szerencsétlenség után haladéktalanul nagy erővel megindultak. A hajón utazók közül tizenkét személy: Csomai Antalné, Csomai Piroska, Csernus Ferencné, Vittmann Sándor veszprémi lakos, Villányi Mária mözsi, Vituska Mária őcsényi, Ötvös Iván mesterszállási, Bernhardt Gyuláné pesterzsébeti, Huszti Mária hajdúnánási, Homonnai Imre beregdaróci, özv. Domemis Gyuláné budapesti és Göbölyös László szekszárdi lakos életét vesztette. Többen kisebb sérüléseket szenvedtek. ”

– Hajószerencsétlenség a Balatonon, Tolnai Napló, 1954. június 3. / 130. szám

A korabeli rendszer viszonyulásának oka a katasztrófához abban a dilettáns szemléletben keresendő, hogy a szocializmus világa teljesen hibátlan, következésképp egy szocialista rendszerben nincsenek még csak balesetek sem. Ezt a tarthatatlan szemléletet az 1956-os forradalom után a pártrendszer feladta, bár a sajtóban továbbra is kevéssé foglalkoztak balesetekkel, bűncselekményekkel, hogy a rendszert a közvélemény előtt szilárdnak fessék le a közbiztonság fenntartásának területén.

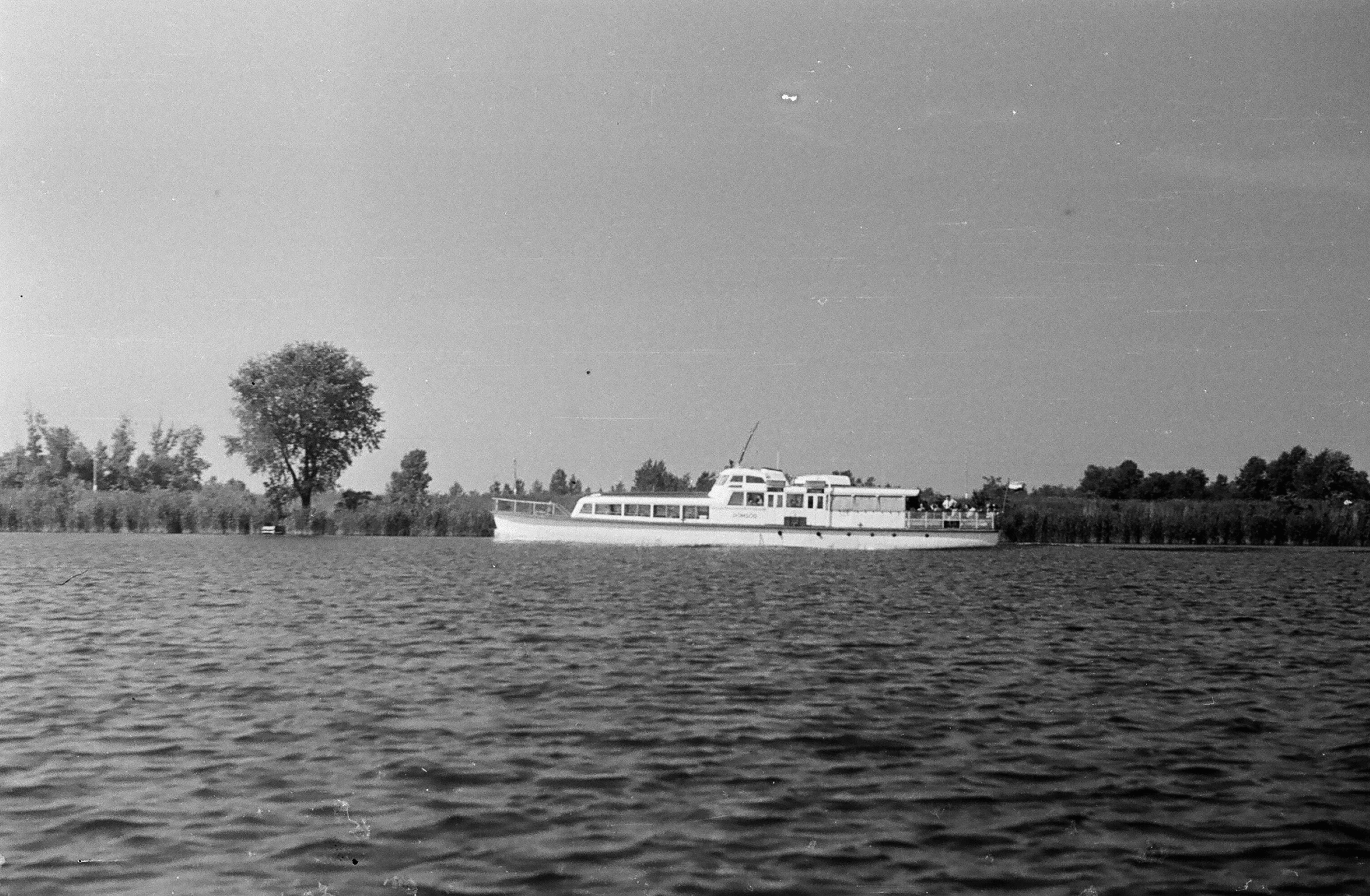
A Dömsöd a Dunán az 1960-as években

A baleset után a hajót ismét kiemelték, motorhajóvá alakították, átkeresztelték Siófokra, később pedig Dömsöd néven újból a Dunán járt 1987-es nyugdíjazásáig. 2002-ben magántulajdonba, majd nem sokkal később a pilismaróti öbölbe került, ahol jelenleg is kihasználatlanul áll.
A tragédia emlékére 1999. május 30-án emlékművet állítottak Balatonfüreden és Balatonakalin.

### Az áldozatok
1. Domenis Gyuláné Vaschina Emma (Budapest, 67 éves)[7]
2. Wittman Sándor (Veszprém, 42 éves)[7]
3. Csomai Antalné Vinglman Teréz (Veszprém, 49 éves)[7]
4. Csomai Piroska (Veszprém, 18 éves, Csomai Antalné lánya)[8]
5. Csernus Ferencné Herzseny Mária (Veszprém, 56 éves)[8]
6. Wittman Ernő (Veszprém, 7 éves, Wittman Sándor fia)[8]
7. Vituska Mária (Őcsény, 17 éves, a Szekszárdi Garay János Gimnázium diákja)[8][9][10]
8. Ötvös Irén (Mesterszállás, 19 éves)[8]
9. Vámos Gyula (Balatonszabadi, 20 éves, hajófűtő)[11]
10. Szentirmai Károly (Budapest, 43 éves)[11]
11. Göbölyös László (Zomba, 17 éves, a Szekszárdi Garay János Gimnázium diákja)[11][9][10]
12. Huszti Mária (Hajdúnánás, 21 éves)[11]
13. Bernhardt Gyuláné Tóth Katalin (Monor, 24 éves)[11]
14. Poser Margit (Debrecen, 24 éves)[12]
15. Homonai Imre (Beregdaróc, 36 éves)[12]
16. Villányi Mária (Tolnamözs, 16 éves, a Szekszárdi Garay János Gimnázium diákja)[12][9][10]
17. Szeőke Lajosné, Szabó Irén (Mezősas, 31 éves)[12]
18. Pomozi Ilona (Vác, 23 éves)[12]
19. Almási András (Tiszaföldvár, 22 éves)[13]
20. Füzes Lászlóné Neumann Ilona (Veszprém, 39 éves)[13]
21. Szabó István (Debrecen, 33 éves)[13]
22. Szücs Ferenc (Abda, 23 éves)[13]
23. Rigler István (Veszprém, 22 éves)[13]